# Pogonotriccus venezuelanus
Pogonotriccus venezuelanus е вид птица от семейство Tyrannidae. Видът е почти застрашен от изчезване.

## Разпространение
Видът е разпространен във Венецуела.